# 上山博樹
上山博樹（1962年10月7日—），藝名BOSS，1993年為歐陽菲菲專屬舞群在台灣出道，1994年1月與加藤成夫、吉田耕介、石川浩充、有川貞臣、元島洋、大和史子、深澤千惠等8人以TOKYO D.為名發行第一張專輯FOREVER，專業的舞技及青春活潑的形象
在台灣廣受青少年朋友的歡迎，此團體於1996年8月解散，共發行7張專輯。TOKYO D.解散後，BOSS及成員COOL MAN在台北東區合開了舞蹈教室「舞狂工廠」，並活躍於台灣演藝圈，除了主持帶狀節目，代言廣告，在1999年發行個人EP哭餓，
2000年成立了個人經紀公司「藍舍無限」，簽下了螺絲釘樂團。目前在台灣從事日本食品貿易商。

## 廣告
- 1994年 三陽機車CM
- 1995年 可口可樂CM
- 1999年 味王拉麵CM
- 1999年 華歌爾新隱絲胸罩CM

## 主持
- 超視:九點一級棒。野蠻遊戲。
- 台視:電視宅急便-全民開煮。

## 代言
- 貴族唱片《電子大瘋爆》第一、二集。

## 活動
- 統一企業寶健運動飲料代言人

## 作品
- TOKYO D 快樂 is blue專輯:Pale summer。我喜歡我願意。她是我的。阿里阿多。
- TOKYO D氣樂物語專輯:Far away。愛情輪盤。I'm on the road。
- TOKYO D Break your leg專輯:D style。Time is on my side。Emigrate。
- 林志穎 角度 專輯:變壞。
- TOKYO D 專輯:想要一點愛。
- 阿妹妹 我要為你做做飯 專輯。
- X'Dream 專輯:Say you love me。Lead me along。

## 編舞
- 藝人：白冰冰、哈寶寶、李玟、SOS、S.H.E、陳曉東、彭佳慧、王力宏、丁小芹、邰正宵、范曉萱、中堅份子、黃嘉芊、阿 妹妹、陳慧琳、表演工作坊[3]、跨院[4]

## 節目
- 天天樂透天。全能綜藝通。天才Bang Bang Bang。
- 2012/04/01超級模王大道藝人合作賽（下）與Kinght合作

## 舞台劇
- 都市傳奇8-裝神弄鬼。

## 戲劇
- 曉培之音樂愛情故事
- 2014年  在河左岸 飾演 橋本
- 2016年  紫色大稻埕 飾演 森田部長
- 2021年  國際橋牌社2 飾演 赤名勝夫

## 電影
- 2016年  終極舞班 飾演 老K

## 寵物
- 養了一隻小貓橘子

1. ↑  . 蘋果新聞. 2022-05-09  [2013-10-21]. （原始内容存档于2022-05-09） （中文（臺灣））.
2. ↑  . www.setn.com. 2015-08-10  [2019-08-11]. （原始内容存档于2021-02-23） （中文（臺灣））.
3. ↑  YaYa. . 2012-03-07  [2019-08-11]. （原始内容存档于2021-04-22）.
4. ↑  . 蘋果新聞網.